# Люблинець-Волинський
Люблине́ць-Воли́нський — роз'їзд Рівненської дирекції Львівської залізниці на лінії Ковель — Сапіжанка між станціями Ковель (11 км) та Турійськ (13 км). Розташований в селищі Люблинець Ковельського району Волинської області.

## Історія
Роз'їзд Люблинець-Волинський відкритий у 1908 році, в ході будівництва лінії Ковель — Володимир.

## Пасажирське сполучення
На платформі Люблинець-Волинський зупиняються приміські поїзди сполученням Ковель — Шептицький (1 пара).
Історія зміни руху приміських поїздів:
З 18 березня по 31 травня 2020 року, через пандемію COVID-19, було закрито вокзал та припинено пасажирське сполучення по станції, з 1 по 5 червня курсував лише приміський поїзд № 6307/6302 сполученням Ковель — Іваничі, проте в період з 6 по 29 червня 2020 року знову було припинено пасажирський рух. З 30 червня по 19 липня відновлено курсування цього приміського поїзда і з 20 липня подовжили до станції Шептицький.
З 6 жовтня 2020 року поїзд змінено маршрут руху із заїздом до станції Ізов.
З 30 березня по 19 травня 2021 року приміський поїзд № 6305/6302 прямував без заїзду до станції Ізов.
З 25 по 29 серпня приміському поїзду № 6305/6302 була скасована зупинка на цій станції.